# Maszkino (rejon sudżański)
Maszkino (ros. Машкино) – wieś (ros. деревня, trb. dieriewnia) w zachodniej Rosji, w sielsowiecie pogriebskim rejonu sudżańskiego w obwodzie kurskim.

## Geografia
Miejscowość położona jest nad rzeką Iwnica, 27 km od granicy z Ukrainą, 9,5 km od centrum administracyjnego sielsowietu pogriebskiego (Pogriebki), 28,5 km od centrum administracyjnego rejonu (Sudża), 69,5 km od Kurska.

## Demografia
W 2010 r. miejscowość zamieszkiwało 7 osób.